# Bernardia jacquiniana
Bernardia jacquiniana är en törelväxtart som beskrevs av Johannes Müller Argoviensis. Bernardia jacquiniana ingår i släktet Bernardia och familjen törelväxter. Inga underarter finns listade i Catalogue of Life.